# Ruth Patrick
Ruth Myrtle Patrick (26 de noviembre de 1907 - 23 de septiembre de 2013) fue una botánica y limnologista especializada en diatomeas y la ecología de agua dulce, que desarrollaron formas de medir la salud de los ecosistemas de agua dulce y establecieron una serie de instalaciones de investigación.
Ella murió en una casa de retiro en el 2013 a la edad de 105 años.